# یوزف اودلوژیل
یوزف اودلوژیل (انگلیسی: Josef Odložil؛ ۱۱ نوامبر ۱۹۳۸ – ۱۰ سپتامبر ۱۹۹۳) دونده دو نیمه‌استقامت اهل چکسلواکی بود.